# Sziklai Jenő
Sziklai Jenő, születési nevén Schwartz Jenő (Fülek, 1888. június 13. – Gmünden?, 1945. január 15.) magyar színész, rendező, színházigazgató.

## Élete
Schwartz Sámuel és Silber-Schwartz Eugénia fia. Micsei F. Györgynél lépett színpadra először 1904-ben, majd 1907–1908 között Kúnhegyi Miklósnál szerepelt. 1908–1909 között Szabadkán, 1909–1910 között Pozsonyban, 1910–1912 között Kecskeméten, 1912–1913 között Miskolcon, 1913–1914 között Békéscsabán, 1914–1915 között Győrben játszott. 1915–1917 között főrendező volt Kassán. 1917-ben a Városi Színházhoz került, ahol 1921-ig játszott, ezután 1922–1924 között Kiss Árpádnál Békéscsabán, majd 1924–1925 között Heltai Hugónál Nyíregyházán volt a társulat társigazgatója. 1925–1926 között Pécsett, majd 1926–1931 között Szegeden tevékenykedett főrendezőként. 1931–1932 között Debrecenben rendezett, 1932-ben kapta meg színigazgatói engedélyét. 
1932–1933 között Székesfehérváron, Sopronban, Hódmezővásárhelyen, Veszprémben saját társulata volt. 1933–1939 között Szegeden és Győrben, Hódmezővásárhelyen és Szolnokon dolgozott. A zsidótörvények miatt 1939–1941 között származása miatt nem játszhatott, ezért a Budapesti Operettszínházban dolgozott mint az intézmény gazdasági igazgatója. Ezt követően nem rendelkezett szerződéssel.
1944. október 23-án munkaszolgálatra vonult be, ahonnan nem tért vissza.
Szeged színháza a legnagyobb és legelőkelőbb színház Magyarországon {...} Itt az igazgatónak kell elvégezni az üzleti dolgokat, a művészi részt, a gazdasági és színpadi ügyeket, sőt rendezni is kell, ott kell lenni állandóan a színpadon, mert a színház a színpadon nyer vagy veszít csatát, s ha az igazgató nem ismeri a színpadot, vagy nem törődik vele, baj van.

## Magánélete
1923. november 24-én feleségül vette Patkós Irma színésznőt, egyik tanúja Kiss Árpád színész volt.

## Főbb szerepei
- Lehár Ferenc: A víg özvegy – Daniló
- Huszka Jenő: Lili bárónő – József komornyik

## Főbb rendezései
- Kálmán Imre: Ördöglovas
- Lehár Ferenc: Szép a világ
- Huszka Jenő: Gül Baba